# Psammophis
Genre
Psammophis est un genre de serpents de la famille des Lamprophiidae. 

## Répartition
Les 34 espèces de ce genre se rencontrent en Afrique et en Asie.

## Liste d'espèces
Selon The Reptile Database (11 septembre 2015) :
- Psammophis aegyptius Marx, 1958
- Psammophis angolensis (Bocage, 1872)
- Psammophis ansorgii Boulenger, 1905
- Psammophis biseriatus Peters, 1881
- Psammophis brevirostris Peters, 1881
- Psammophis condanarus (Merrem, 1820)
- Psammophis crucifer (Daudin, 1803)
- Psammophis elegans (Shaw, 1802)
- Psammophis indochinensis Smith, 1943
- Psammophis jallae Peracca, 1896
- Psammophis leightoni Boulenger, 1902
- Psammophis leithii Günther, 1869
- Psammophis leopardinus Bocage, 1887
- Psammophis lineatus (Duméril, Bibron & Duméril, 1854)
- Psammophis lineolatus (Brandt, 1838)
- Psammophis longifrons Boulenger, 1896
- Psammophis mossambicus Peters, 1882
- Psammophis namibensis Broadley, 1975
- Psammophis notostictus Peters, 1867
- Psammophis occidentalis Werner, 1919
- Psammophis orientalis Broadley, 1977
- Psammophis phillipsii (Hallowell, 1844)
- Psammophis praeornatus (Schlegel, 1837)
- Psammophis pulcher Boulenger, 1895
- Psammophis punctulatus Duméril, Bibron & Duméril, 1854
- Psammophis rukwae Broadley, 1966
- Psammophis schokari (Forskal, 1775)
- Psammophis sibilans (Linnaeus, 1758)
- Psammophis subtaeniatus Peters, 1882
- Psammophis sudanensis Werner, 1919
- Psammophis tanganicus Loveridge, 1940
- Psammophis trigrammus Günther, 1865
- Psammophis trinasalis Werner, 1902
- Psammophis zambiensis Hughes, 2002

## Publication originale
- Fitzinger, 1826 : Neue Classification der Reptilien nach ihren natürlichen Verwandtschaften nebst einer Verwandschafts-Tafel und einem Verzeichnisse der Reptilien-Sammlung des K. K. Zoologischen Museums zu Wien J. G. Heubner, Wien, p. 1-66 (texte intégral).